# Elisabeth Koch (Rechtswissenschaftlerin)
Elisabeth Koch (* 5. September 1949 in Wiesbaden) ist eine deutsche Rechtswissenschaftlerin.

## Leben
Nach dem Studium der Rechtswissenschaften an der Goethe-Universität (1968–1973), den juristischen Staatsexamina 1973 und 1976, der Promotion 1981 und Habilitation 1990 ist sie seit 1993 Universitätsprofessorin für Bürgerliches Recht, Römisches Recht und Europäische Rechtsgeschichte an der Friedrich-Schiller-Universität Jena.
Ihre Forschungsschwerpunkte sind europäische Privatrechtsgeschichte, Ehe- und Familienrecht und Notarrecht.
Koch ist Vorsitzende der Wissenschaftlichen Vereinigung für Familienrecht und seit 2003 Mitherausgeberin der Zeitschrift für das gesamte Familienrecht.

## Schriften (Auswahl)
- Die causa matrimonialis im Hause Amerbach/Fuchs. Eine Darstellung des Eherechtsstreits und der daraus folgenden straf-, vermögens- und insbesondere erbrechtlichen Konflikte. Berlin 1981, ISBN 3-428-04976-4.
- Maior dignitas est in sexu virili. Das weibliche Geschlecht im Normensystem des 16. Jahrhunderts. Frankfurt am Main 1991, ISBN 3-465-02268-8.
- mit Walter Bayer (Hrsg.): Die Auswirkungen des neuen Bauvertragsrechts auf die notarielle Praxis. Baden-Baden 2018, ISBN 3-8487-5528-9.
- mit Walter Bayer (Hrsg.): Gesellschafterversammlung und Beschlussfassung bei GmbH und GmbH & Co. KG. Baden-Baden 2018, ISBN 3-8487-4564-X.